# Người Matsés
Người Matsés hay Mayoruna là một bộ tộc da đỏ bản địa sinh sống ở Peru và Brasil  ở vùng sông Amazon, họ sinh sống tập trung ở con sông Yavarí thuộc Angamos, biên giới của Peru và Brazil. Bộ tộc này được cho là nỗi kinh dị của nhiều bộ tộc khác tại Amazon vì người Matsés nổi tiếng về những vụ đánh chiếm, bắt cóc phụ nữ bộ tộc khác về làm vợ và họ sẽ ăn thịt. Những chiến binh của bộ tộc được gọi là Chiến binh báo đen. Hiện có hơn 3.200 người còn sinh sống.

## Xã hội

### Khu vực sống
Một số ngôi làng của người Matsés sống sát dòng sông Gálvez, gần biên giới Brazil và Peru. sông Gálvez nhìn đen vì  những chất hóa học từ vỏ cây rừng tiết ra và góp phần lọc nước, giết vi khuẩn và những con lăng quăng do đó khu người Matsés sinh sống có ít muỗi. Dọc con sông Gálvez là những cây bông gòn cao, phủ tàng lá rộng khắp. Đậu kín ngọn cây cao hai bên bờ sông là đàn vẹt Amazon đuôi dài, màu sắc sặc sỡ, to như những con gà là loài biểu tượng quốc gia của nước Honduras Trung Mỹ. Vùng của người Matsés là khu bảo tồn quốc gia.  Khi vào vùng cấm, mọi chuyện có nguy cơ rủi nếu không đi chung với người Matsés, thì những người trồng, buôn lậu thuốc phiện sẵn sàng giết chết người lạ.

### Kiến trúc
Nhà người Matsés giống nhà sàn của người dân tộc thiểu số Việt Nam nhưng thấp hơn, chỉ kê cao hơn so với mặt đất chừng ba, bốn tấc và có các vật dụng sàn và vách tre, nứa đập dập, cột kèo bằng tre, gỗ, mái lợp lá cọ, lá dừa... Giáo, mác, cung tên được cất trên xà nhà. Ngày xưa mọi người sống chung trong một cái nhà lớn gọi là maloca, có cái dài đến 50 mét. Trong đó, mỗi gia đình sẽ phân chia lãnh thổ bằng những tấm phên đan bằng chambira là một cây thuộc một họ cây dừa. Trong căn nhà vách nứa nhỏ nhưng có đến ba cái bếp vì với người Matsés, một nhà có thể có rất nhiều bếp, tùy thuộc số vợ của chủ nhà.

### Đa thê
Con người của bộ tộc này sống với khung cảnh bình dị, trẻ con trần truồng nghịch nước, rượt đuổi nhau ở mé sông, những phụ nữ ngực trần xắt chuối. Đây là bộ lạc đa thê vì hiện người Matsés hiện vẫn ở chế độ đa thê. Nếu một người chống có hai vợ thì người chồng sẽ hai đêm ở với vợ này, hai đêm với vợ khác, thậm chí có ông đến 8 vợ, ngày nay xu hướng người đan ông lấy ít vợ vì điều kiện khó khăn do thú rừng ít đi, sông cũng ít cá, nếu lấy nhiều vợ thì người ta không lo nổi thức ăn cho vợ, con.
Cảnh sinh hoạt trong gia đình hàng ngày đều đặn, tất cả ngồi ăn chung với nhau, nhưng mỗi bà vợ lại phải tự nấu cơm riêng và mang đến cho chồng ăn. Nếu chồng no hoặc ăn không hết thì chồng sẽ cho con ăn. Người Matsés rất sợ cá heo hồng vì theo họ loài cá heo này thường giả dạng cô gái hoặc chàng trai xinh đẹp để dụ dỗ rồi lôi họ xuống đáy sông do đó, người Matsés không ăn thịt cá heo hồng vì cho rằng linh hồn của nó sẽ giết họ.

## Tập tục
Bộ tộc này có những chiến binh ẩn sâu trong rừng già nổi tiếng về những vụ bắt cóc phụ nữ bộ tộc khác về làm vợ và ăn thịt. Có chiến binh của bộ tộc từng giết báo bằng cung tên và tục cướp vợ, ăn thịt người đã từng tồn tại.

### Cướp vợ
Người Matsés bất kể cả nam lẫn nữ từ 40 tuổi trở lên đều xăm trên môi một đường sọc như mang cá kéo dài đến tận tai, thế hệ sau đó hầu như không còn xăm hình nữa vì họ không muốn bị coi thường khi tiếp xúc với người văn minh do các bộ lạc trong rừng Amazon cũng vẫn bị coi là tầng lớp thấp đồng thời người ta xăm mặt để phân biệt người Matsés, không đánh nhầm khi chiến đấu với bộ lạc khác.
Ở Khu vực này có nhiều bộ tộc sinh sống như có thể gặp đó là người Shuar, người Jivaro (nổi tiếng với việc thu nhỏ đầu người lại cho đến khi bằng quả cam), người Matis (được mệnh danh là người báo đốm) và người Matsés (từng là những chiến binh cướp vợ bộ tộc khác). Cũng như các thổ dân khác tại rừng già Amazon, người Matsés luôn thử lòng can đảm của đối phương. Chỉ cần thấy đối phương thoáng chút sợ, xem như đồ đạc sẽ bị lột sạch.
Có chiến binh từng giết báo bằng cung tên, sang bộ lạc khác ở Brazil cướp người mang về làm vợ cho người trong bộ lạc. Cướp vợ và người của bộ lạc khác để mở rộng bộ lạc cũng như khẳng định vị thế và bản lĩnh của người Matsés. Họ cũng cướp cả con nít, nuôi nấng dạy dỗ nó. Nếu là con gái thì 5, 10 năm sau sẽ lấy một người trong bộ lạc. Nếu là con trai, sau này lớn lên nó cũng trở thành người Matsés, những vụ đánh giết thế này mãi đến những năm 1970 mới chấm dứt.

### Ăn thịt người
Nhiều người từng nhiều lần ăn thịt người chết trong bộ lạc. Khi một người chết thì những người trong bộ lạc sẽ làm thịt, nấu và ăn thịt người đó. Riêng bộ phận sinh dục thì chính người chồng sẽ ăn của người vợ (và ngược lại). Thậm chí xương cũng nấu ra, hút tủy ăn hết. Tập tục ăn thịt người này còn giữ đến những năm 1960. Đã có hai phụ nữ Pháp bị người Matsés bắt cóc. Sau khi được tìm thấy, âm vật của họ đã bị cắt mất.

## Bảo tồn
Trước đây, thổ dân Amazon bị người da trắng giết rất nhiều, họ chết vì dịch bệnh do người da trắng đem đến và do bị bắt làm nô lệ khai thác cao su do đó người Matsés và nhiều bộ lạc khác ở Amazon vẫn tin rằng người da trắng đến giết họ, lột da mặt, rồi lấy mỡ làm dầu bôi trơn đặc biệt cho máy bay, tên lửa... Mặc dù sau đó, chính phủ và các nhà truyền giáo tuyên truyền, giải thích rất nhiều nhưng vẫn có người không tin. Ngày nay, thổ dân Amazon được chính quyền bảo vệ nhiều hơn. Muốn vào lãnh thổ của họ phải có giấy phép của chính quyền, có người châu Âu từng phải vào tù vì vào thám hiểm không phép.